# Orazi e Curiazi 3 - 2
Orazi e Curiazi 3 - 2 è un film del 1977 diretto da Giorgio Mariuzzo.

## Trama
Un gruppo di Albalonga desideroso di visitare Roma,  per un malinteso è scambiato per un esercito nemico. Il Senato romano preoccupato decide di muovere guerra contro di loro. Ma gli dei Apollo e Marte non vogliono la guerra e obbligano i capi dei rispettivi schieramenti ad un compromesso. Viene organizzata una lotta fra tre romani e tre longobardi. All'inizio del combattimento, dei sei combattenti, quattro si ritireranno immediatamente dalla tenzone e alla fine il romano Orazio comprerà la vittoria di Curiazio cedendogli in cambio la moglie Pompilia.